# Christoph Schneider
Christoph Schneider (Oost-Berlijn, 11 mei 1966) is een Duitse drummer, het meest bekend als de drummer van de Tanz-Metall (Dans-Metal) band Rammstein.

## Biografie
Schneider is geboren op 11 mei 1966 in de Oost-Berlijnse wijk Pankow. Zijn vader was een muzikant. Schneider is de oudste van zeven kinderen. Hij heeft een broer en vijf zussen. Een van zijn zussen, Constence, was gedurende een paar jaar de kostuumontwerpster voor de band Rammstein.
In 1980 kreeg Schneider een drumstel van zijn broer, dat hij had gemaakt van blikken. Op de leeftijd van zestien stopte hij met school en werd hij een telecommunicatiemedewerker. Met zijn gespaarde geld kocht hij zijn eerste echte drumstel. Dat drumstel was niet erg goed, maar dat maakte niet uit. Hij zei hierover: "Het was geen goed drumstel, het brak steeds, gelukkig had ik een vriend die lasser was, die maakte hem altijd voor me". In 1984, toen hij 18 jaar oud was, moest hij in dienst bij het Oost-Duitse leger. Hij is het enige Rammstein-bandlid dat zijn dienstplicht heeft voltooid.
In 1985, '86 stopte hij met de telecommunicatie, en probeerde hij naar de universiteit te gaan om muziek te gaan studeren, maar werd, ondanks twee pogingen, nooit toegelaten. Zijn vader, die liever zag dat hij trompet ging spelen, vond het niet leuk dat hij leerde drummen. In die tijd probeerde hij vaak bij een band te komen. Toen hij 24 jaar was deed hij mee in de band Die Firma en in wat andere kleinere bands. In 1994 deden Till Lindemann, Richard Z. Kruspe, Oliver Riedel en Christoph Schneider mee aan de Berlin Senate Metro beat contest, en wonnen deze. Als prijs mochten ze een demo-CD met vier nummers opnemen. Later deden Paul Landers en Christian Lorenz mee aan deze band, die later bekend zou komen te staan als Rammstein.

## Drumstellen
Sinds de oprichting van Rammstein (1994) en de eerste opnames maakt Schneider gebruik van een Tama drumstel. Dat was een single bass setup met een double bass pedaal. Tien jaar later (in 2004, voor de opnames van Reise, Reise) maakte hij gebruik van een ander drumstel, tevens van Tama, met een double bass setup, met twee aparte bass drums dus.
Voor de opnamen van het album "Liebe ist für alle da" kondigde Sonor aan dat Schneider ging spelen op hun SQ2 serie. Hij was al in contact met Sonor toen hij een kind was, en werd toen gelijk verliefd op de kracht van de basspedalen en de sound van de drumstellen. Behalve van drumstel veranderde Schneider ook van bekken- en drumstick merk. Schneider speelde vanaf het begin met Meinl bekkens en Pro-Mark drumsticks. Nu speelt hij op Sabian bekkens en met Vic Firth drumsticks. Bij Vic Firth heeft hij zelfs zijn eigen signature serie, de (SCS).

## Liebe ist für alle da
Richard Kruspe verklapte in een interview dat de drums van Schneider tijdens de opnames van Liebe ist für alle da nog nooit zo goed was opgenomen. Hij speelde erg goed volgens hem, in vergelijking tot hun andere albums. In Liebe ist für alle da maakt Schneider ook meermalig gebruik van het zogeheten dubbel basspedaal. Deze 'drumkunsten' had hij nog nooit vertoond in voorgaande albums. Hij speelde gebruikelijk simpel de snare op elke tel, met een stevige (enkele) bassdrum eronder. Jaren later (rond 2003) bewees hij ook met zijn dubbele bass en andere ritmes overweg te kunnen.
- Gemeinsame Normdatei: 112756501X
- International Standard Name Identifier: 0000 0000 1235 2557
- MusicBrainz: bb9fe2b7-87fa-43e6-95ca-bc4592d8d5bc
- Nationale Bibliotheek van Tsjechië: xx0173028
- Virtual International Authority File: 57446850
- WorldCat: E39PBJjXm7PYbwbDTQ6QGXpdcP